# Ciklum
Ciklum ist ein internationales Unternehmen für kundenspezifisches Software Development und IT-Outsourcing mit Firmenhauptsitz in London, Vereinigtes Königreich.
Das Unternehmen besitzt Software-Development-Zentren und Niederlassungen in Großbritannien, der Schweiz, Dänemark, Polen, der Ukraine, Belarus und Pakistan.

## Bildungsinitiativen
Im September 2012 wurde die Ciklum co-launched BIONIC University, die erste unternehmensübergreifende IT-Universität in der Ukraine, gegründet.
Im April 2014 initiierte Ciklum gemeinsam mit anderen IT-Unternehmen, die in der Ukraine tätig sind, den Start der Brain Basket Foundation zur Finanzierung kostenloser Schulungen für Menschen, die das Programmieren lernen möchten. Das Ziel dieser Initiative besteht darin, die IT-Branche der Ukraine mit einem derzeitigen Jahresumsatz von 2 Milliarden US-Dollar hin zu einem jährlichen Umsatzziel von 10 Milliarden US-Dollar zu entwickeln und dadurch 100.000 Arbeitsplätze bis 2020 zu schaffen. Ciklum hat sich mit 100.000 US-Dollar an diesem Programm beteiligt.

## Unternehmensgeschichte
Ciklum wurde im Jahr 2002 von dem Dänen Torben Maigaard gegründet, der bis 2019 den Vorsitz im Vorstand in Kiew, Ukraine, innehatte. Seit der Gründung 2002 ist das Unternehmen auf über 3.500 Mitarbeiter angewachsen.
2009 übernahm Ciklum die Hauptgeschäftstätigkeiten aus dem Konkurs von Mondo.
2011 erwarb Ciklum 50 % der SCR Gruppen (Dänemark).
2013 erwarb Ciklum den dänischen IT-Outsourcing-Anbieter Kuadriga.

## Rankings und Anerkennung
Ciklum wurde zum Top 100-Anbieter globaler Services 2010, 2011 und 2012 ernannt.
In den Jahren 2012 und 2013 nahm Forbes Ukraine Ciklum in die Top 5 Outsourcing-Unternehmen in der Ukraine auf.
2015 war Ciklum auf Rang 5 unter den Top 25 größten IT-Unternehmen in der Ukraine.
2015 hat Ciklum den Zertifizierungsprozess erfolgreich nach ISO 9001: 2015, dem weltweit führenden Standard für Qualitätsmanagement, durchlaufen.
2018 hat Ciklum die Zertifizierung seiner Konformität mit den Anforderungen der ISO 22301 "Business Continuity Management Systems" angekündigt.
2018 gewann Ciklum den Outstanding IoT Project Award im Rahmen der 2018 Computing's Big Data Excellence Award Show.
2018 gewann Ciklum den European Software Testing Award 2018 in der Kategorie Global Testing Team of the Year.
2018 wurde Ciklum für die Erfüllung der Anforderungen des „Information-Security-Management-System“-Standards 27001:2013 zertifiziert.